# Picardías
Picardías är en ort i Mexiko.   Den ligger i kommunen Lerdo och delstaten Durango, i den centrala delen av landet, 800 km nordväst om huvudstaden Mexico City. Picardías ligger 1 199 meter över havet och antalet invånare är 1 194.
Terrängen runt Picardías är huvudsakligen kuperad, men norrut är den platt. Runt Picardías är det tätbefolkat, med 427 invånare per kvadratkilometer. Närmaste större samhälle är Nazareno, 10,5 km nordost om Picardías. Omgivningarna runt Picardías är i huvudsak ett öppet busklandskap.